# Gumpu
Gumpu è il singolo di debutto della cantante svizzera Salome Clausen, pubblicato il 30 aprile 2005 su etichetta discografica Universal Music Schweiz in seguito alla sua vittoria alla seconda edizione del talent show MusicStar.
Il brano, contenuto nell'album Moji, è stato scritto dalla stessa cantante con Marc Trauffer e Roman Camenzind, è stato composto da Daniel Boquist e Samuel Engh, ed è stato prodotto da Roland "Roller" Frei. Il testo contiene molte parole tipiche dello svizzero tedesco: lo stesso titolo, che significa "io salto", si traduce con "springen" in lingua tedesca standard.

## Tracce
1. Gumpu (versione radiofonica) – 3:38
2. Gumpu (versione karaoke) – 3:38

## Classifiche
| Classifica (2005) | Posizione massima |
| ----------------- | ----------------- |
| Svizzera          | 1                 |